# Királyegyháza
Királyegyháza é uma vila da Hungria, situada no condado de Baranya. Tem 22,89 km² de área e sua população em 2019 foi estimada em 874 habitantes.